# Hrabstwo Sheridan (Nebraska)
Hrabstwo Sheridan (ang. Sheridan County) – hrabstwo w stanie Nebraska w Stanach Zjednoczonych. Obszar całkowity hrabstwa obejmuje powierzchnię 2 469,80 mil2 (6 396,77 km²). Według danych z 2010 r. hrabstwo miało 5 469 mieszkańców. Hrabstwo powstało w 1885 roku i nosi imię generała Philipa Sheridana.

## Sąsiednie hrabstwa
- Hrabstwo Shannon (Dakota Południowa) (północ)
- Hrabstwo Cherry (wschód)
- Hrabstwo Grant (południowy wschód)
- Hrabstwo Garden (południe)
- Hrabstwo Morrill (południowy zachód)
- Hrabstwo Box Butte (zachód)
- Hrabstwo Dawes (zachód)

## Miasta
- Gordon
- Rushville

## Wioski
- Clinton
- Hay Springs
- Whiteclay (CDP)